# Gao Yanzhi
Gao Yanzhi (ur. 10 grudnia 1980) – chińska zapaśniczka walcząca w stylu wolnym.
Brązowa medalistka mistrzostw świata w 1999 i 2001, a także igrzysk Wschodniej Azji w 2001. Uniwersytecka wicemistrzyni świata w 2002. Druga w Pucharze Świata w 2001, a szósta w 2003 roku.